# São Nicolau, Rio Grande do Sul
São Nicolau este un oraș în Rio Grande do Sul (RS), Brazilia.